# Tägerig

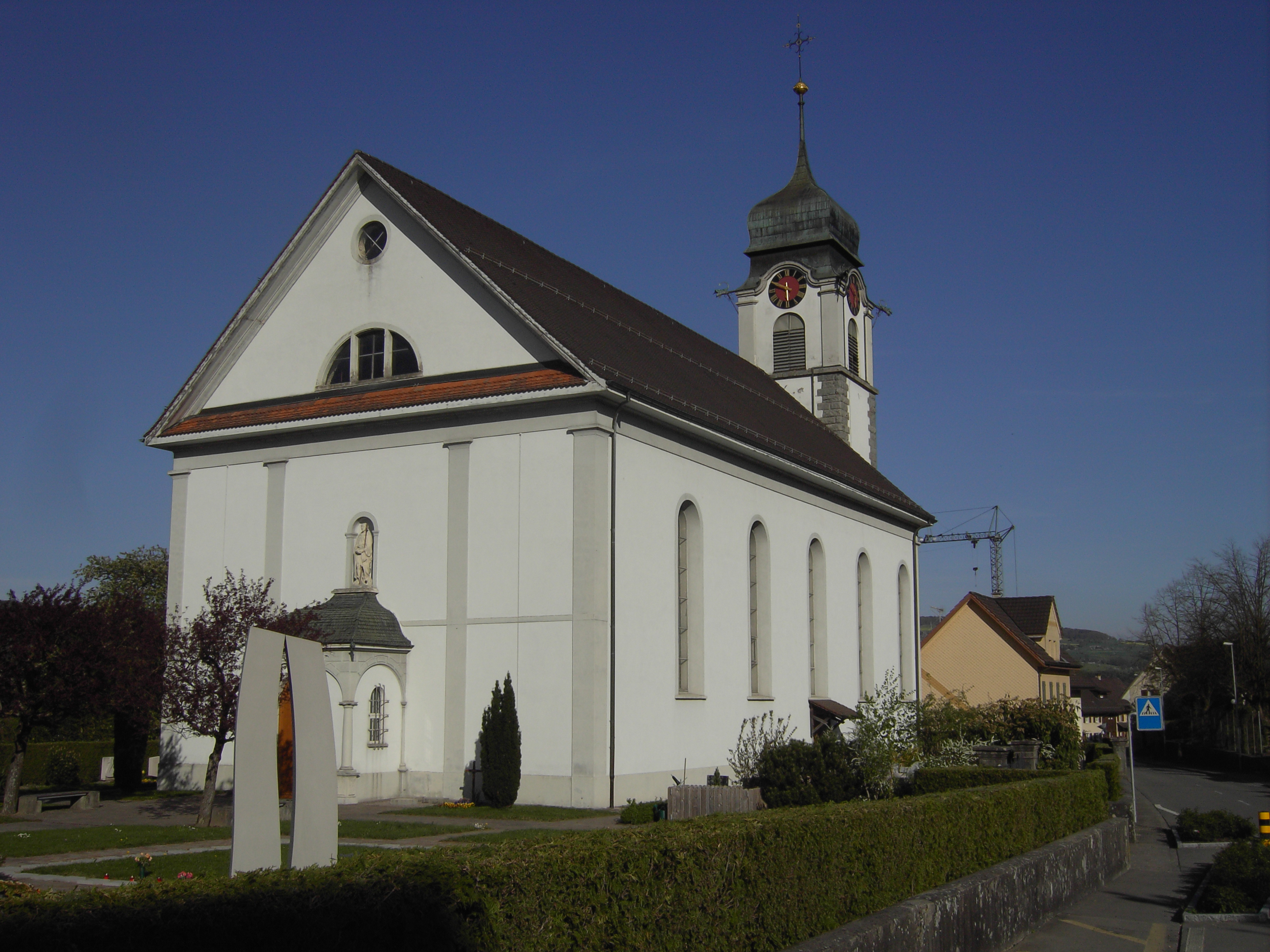
Rom.-Cath. Church Tägerig

Tägerig là một đô thị ở huyện Bremgarten, bang Aargau, Thụy Sĩ.